# Kaleidoskop Band
Die Kaleidoskop Band ist eine deutsche Gruppe aus Bremen.
Die Band wird dem Rock und Blues zugerechnet und beschreibt ihre Musik als „Heavy Rock'n'Roll mit großem Blues-Anteil“.

## Geschichte
Die Kaleidoskop Band wurde 1980 von Günter Blendermann, Dietmar Schmidt und Michael Kobs (Thirsty Moon) wiederbelebt. Man suchte und fand Blues-Musiker in Bremen (Hanno Bonsdorf und Hardie Wrieden). Premiere war in Stagges Hotel und Sylvester im Schlachthofkeller. Sound und erste Aufnahmen machte Günther Siedenburg, der ein eigenes Studio (Rockfarm) eröffnete. Im Juni 1981 wurde die erste LP 100 % live in Stagges Hotel in Osterholz-Scharmbeck aufgenommen und von dem Bremer Label „Rockfarm Studio“ veröffentlicht.
2010 gab es anlässlich des 125-jährigen Jubiläums der Nordwest-Zeitung eine Reunion und ein Live-Konzert in dem Kultur Bahnhof in Bremen-Vegesack unter dem Namen „Wilde Zeiten“.
Am 8. Oktober 2011 wurde das Live-Konzert in der Worpsweder Music Hall mitgeschnitten. Die DVD erschien im Januar 2012.

## Diskografie
- 1981: 100 % live (Rockfarm Studio, bisher nur als LP erschienen)
- 1982: Zauberhaft (Rockfarm Studio, bisher nur als LP erschienen)
- 2012: Live in der Music Hall Worpswede (Palais aux etoiles, DVD)